# Jan Schonk
Jan Schonk, Taufname Johannes Theodorus Schonk (* 11. Juni 1889 in Schiedam, Provinz Südholland; † 12. November 1976 in Soest, Provinz Utrecht) war ein niederländischer Grafiker, Illustrator und Keramiker.

## Leben
Jan Schonk besuchte die Akademie der Schönen Künste und Technischen Wissenschaften in Rotterdam. Dort war er Schüler von Huib Luns. Von Simon Moulijn ließ er sich 1918 in der Herstellung von Lithografien unterweisen. Im Winter 1923/1924 unternahm er Tierstudien im zoologischen Garten Artis in Amsterdam. Als freischaffender Künstler arbeitete er anfangs nebenberuflich. 1925 begann er mit der Herstellung von Töpfen, die in Schoonhoven und Leiderdorp gebrannt wurden. Im gleichen Jahr versuchte er mit Adrianus Alblas (1878–1928) in Oosterbeek einen eigenen Betrieb zu gründen. Von Ende 1925 bis 1930 arbeitete er als freiberuflicher Designer bei der Plateelbakkerij Zuid-Holland, für die er Vasen, Töpfe, Relieffliesen und andere Töpferware entwarf. Später schuf er für die Keramikherstellerin Ivora (van der Want), ebenfalls in Gouda, einige Tierskulpturen. Er lebte und arbeitete in Schiedam, Delft, Rotterdam, Oosterbeek (1919–1928), Soesterberg (1928–1930), danach in Voorburg.
Nach 1931 widmete sich Schonk ganz der Grafik. Sein grafisches Œuvre ist von dem kompositorischen Drang beherrscht, Massen, Flächen, Linien und Formen zu rhythmisieren. Mit seinen Holzschnitten, Lithografien und Radierungen zählt Schonk zu den bedeutendsten niederländischen Grafikern des 20. Jahrhunderts. Seine Grafik und seine Keramikarbeiten werden Art déco und Jugendstil zugeordnet.